# Людвиг (лунный кратер)
Кратер Людвиг (лат. Ludwig) — крупный ударный кратер в экваториальной области обратной стороны Луны. Название присвоено в честь немецкого физиолога Карла Фридриха Людвига (1816—1895) и утверждено Международным астрономическим союзом в 1973 г. 

## Описание кратера
Ближайшими соседями кратера Людвиг являются кратер Хираяма на западе-северо-западе; кратер Уайльд на севере; кратер Саха на северо-востоке; кратер Пастер на юго-востоке и кратер Ганский на юге. Селенографические координаты центра кратера 7°43′ ю. ш. 97°27′ в. д. / 7,72° ю. ш. 97,45° в. д., диаметр 23,3 км, глубина 1,9 км.
Кратер Людвиг практически полностью разрушен и трудно различим на фоне окружающей местности. Высота вала в северной части несколько меньше по сравнению с остальным периметром. Внутренний склон вала гладкий и неравномерный. Дно чаши сравнительно ровное, в центре чаши расположена сдвоенная пара кратеров, еще один маленький кратер расположен у подножия западной части внутреннего склона.

## Сателлитные кратеры
Отсутствуют.

## См.также
- Список кратеров на Луне
- Лунный кратер
- Морфологический каталог кратеров Луны
- Планетная номенклатура
- Селенография
- Минералогия Луны
- Геология Луны
- Поздняя тяжёлая бомбардировка